# Hanne Stensgaard
Hanne Stensgaard (født 7. august 1953) er en dansk skuespiller og foredragsholder.

## Karriere
Hanne Stensgaard uddannede sig til håndarbejdslærer. Efter uddannelsen begyndte hun på Skuespillerskolen ved Aarhus Teater, hvor hun studerede fra 1976 til 79. Hun har været tilknyttet Aarhus Teater, Dr. Dantes Aveny, Café Teatret, Mammut Teatret og Svalegangen.
I 1985 gik hun til audition på rollen prinsesse Miamaja i DRs julekalender Jul på Slottet. Hun var 31 år og havde netop født sit første barn.
Hun var i pengenød og løj sig seks år yngre, da hun blev spurgt om sin alder. Hun havde hørt, at en 28-årig skuespillerinde var afvist, fordi hun var for gammel.
Hun fik rollen, og blev landskendt, da julekalenderen blev sendt og blev en stor succes. Hun fik mange henvendelser fra teatre. Hun fik mindre roller i bl.a. Babettes gæstebud og Rejseholdet.
Efter en rolle som Ødipus' mor fik hun sceneskræk og droppede teatret. Hun blev ansat i erotikbutikken Lust i København i 1998. Hun arbejdede også som rundviser på Museum Erotica. I 2005 udgav hun kogebogen Kærlighedens Køkken om at spise sig til sexlyst. Fra maj 2008 blev hun direktør på Museum Erotica, der lukkede i foråret 2009 som følge af dårlig økonomi. I dag er hun foredragsholder og underviser i erotik og seksualkultur.

## Filmografi
- Babettes gæstebud (1987)
- Næste skridt (2005)

### Tv-serier
- Jul på Slottet (1986)
- Rejseholdet (2002) afsnit 19 "Assistancemelding A-4/01" som Anne